# San Diego Alcalá, Ixtapan de la Sal
San Diego Alcalá, eller bara San Diego, är en ort i Mexiko, tillhörande kommunen Ixtapan de la Sal i delstaten Mexiko. Orten hade 400 invånare vid folkräkningen 2010.